# Lahcen Ouadani
Lahcen Ouadani (en arabe : لحسن ودانی) (né le 14 juillet 1959 à Marrakech, Maroc) est un joueur de football international marocain, qui évoluait au poste de défenseur.

## Biographie

### Carrière en club
Avec le club des FAR Rabat, il remporte trois championnats du Maroc et une Coupe des clubs champions africains.

### Carrière en sélection
Avec l'équipe du Maroc, il joue entre 1978 et 1989. 
Il figure dans le groupe des sélectionnés lors de la coupe du monde de 1986. Lors du mondial organisé au Mexique, il joue deux matchs : contre l'Angleterre et l'Allemagne. Le Maroc est éliminé lors des huitièmes de finale.
Il participe également aux CAN de 1986 et de 1988, ainsi qu'aux JO de 1984.

## Sélections en équipe nationale
1. 17/02/1980 Maroc - Pologne Maroc 1 - 0 Amical
2. 03/06/1982 Maroc - Kuwait Maroc 3 - 3 Amical
3. 03/10/1982 Arabie Saoudite - Maroc Ryad 2 - 1 Amical
4. 04/02/1984 Maroc - Bulgarie Maroc 1 - 1 Amical
5. 24/10/1984 Maroc - Canada Rabat 3 - 2 Amical
6. 28/07/1985 Maroc - Égypte Casablanca 2 - 0 Elim. CM 1986
7. 04/08/1985 Maroc - Somalie 3 - 0 Jeux Arabes
8. 07/08/1985 Maroc - Tunisie 2 - 2 Jeux Arabes / 1 but
9. 10/08/1985 Maroc - Mauritanie 3 - 0 Jeux Arabes
10. 16/08/1985 Maroc – Irak Rabat 0 - 1 Finale Jeux Arabes
11. 25/08/1985 Maroc - Zaire Maroc 1 - 0 Elim. CAN 1986
12. 08/09/1985 Zaire – Maroc Kinshasa 0 - 0  Elim. CAN 1986
13. 18/10/1985 Libye - Maroc Benghazi 1 - 0 Elim. CM 1986
14. 19/02/1986 Maroc - Bulgarie Rabat  0 - 0 Amical
15. 11/03/1986 Cameroun - Maroc Alexandrie 1 - 1 CAN 1986
16. 14/03/1986 Zambie - Maroc Alexandrie 0 - 1 CAN 1986
17. 20/03/1986 Côte d’Ivoire - Maroc Le Caire 3 - 2 Classement CAN 1986
18. 06/06/1986 Angleterre - Maroc Monterrey 0 - 0 C.M 1986
19. 17/06/1986 RFA - Maroc Monterrey 1 - 0 1/8 Finale C.M 1986
20. 09/06/1987 Australie - Maroc Kangnung 1 - 0 President's Cup
21. 02/02/1988 Autriche - Maroc Monaco 1 - 3 Tournoi
22. 05/02/1988 France - Maroc Monaco 1 - 0 Tournoi
23. 03/03/1988 Maroc - RDA Mohammedia 2 - 1 Amical
24. 13/03/1988 Maroc - Zaire Casablanca 1 - 1 CAN 1988
25. 16/03/1988 Maroc - Algérie Casablanca 1 - 0 CAN 1988
26. 19/03/1988 Maroc – Côte d’Ivoire Casablanca 0 - 0 CAN 1988
27. 23/03/1988 Maroc – Cameroun Casablanca 0 - 1 ½ finale CAN 1988
28. 26/03/1988 Maroc - Algérie Casablanca 1 - 1 (3 - 4) Classement CAN 1988
29. 24/05/1989 Maroc - Algérie Kénitra 1 - 0 Amical
30. 11/06/1989 Zaire - Maroc Kinshasa 0 - 0 Elim. CM 90
31. 25/06/1989 Zambie - Maroc Lusaka 2 - 1 Elim. CM 90
32. 13/08/1989 Maroc - Tunisie Casablanca 0 - 0 Elim. CM 90
33. 27/08/1989 Maroc - Zaire Kénitra 1 - 1 Elim. CM 90

## Les matchs olympiques
1. 17/09/1983 Casablanca Maroc v Turquie 'B' 3 - 0 Finale J.M 1983
2. 26/02/1984 Casablanca Maroc v Nigeria 0 - 0 (4-3p) Elim. JO 1984
3. 01/08/1984 Pasadena A.Saoudite v Maroc 0 - 1 J.O 1984
4. 03/08/1984 Pasadena Brésil v Maroc 2 - 0 J.O 1984
5. 13/08/1985 Maroc - Algérie "B" 1 - 0 Demi-finale Jeux Panarabes
6. 29/01/1986 : Malaga Espagne "B" v Maroc 3 - 0 Amical
7. 01/11/1987 Abidjan Côte d'Ivoire v Maroc 0 - 0 Elim. JO 1988
8. 15/11/1987 Casablanca Maroc v Côte d'Ivoire 2 - 1 Elim. JO 1988
9. 17/01/1988 : Tunis Tunisie v Maroc 1 - 0 Elim. JO 1988

## Palmarès
- Vainqueur de la Coupe des clubs champions africains en 1985 avec les FAR Rabat
- Champion du Maroc en 1984, 1987 et 1989 avec les FAR Rabat
- Vainqueur de la Coupe du Trône en 1984, 1985 et 1986 avec les FAR Rabat